# 天橋立鋼索鐵道
天橋立鋼索鐵道（日语：／ Amanohashidate kōsaku tetsudō */?）是一條連接京都府宮津市府中站至傘松站，由丹後海陸交通經營的纜索鐵路。也被稱為天橋立纜車、傘松纜車。
此路線是從京都丹後鐵道宮豐線天橋立站經日本三景的天橋立、傘松公園前往成相山成相寺的參詣路線一部分。乘坐纜車的車票與乘坐吊椅的車票是共用的。

### 路線數據
- 路線距離（營業距離）：0.4公里
- 軌距：1067毫米
- 車站數目：2個（包括起終點站）
- 高低差：130米
- 最大坡度：461‰
- 最小坡度：78‰

## 運行形態
每15分鐘一班，乘車時間為4分鐘。以下為不同時期的營業時間：
- 1月、2月、12月 : 8:00 - 16:30
- 3月、11月 : 8:00 - 17:00
- 4月、5月、6月、9月、10月、7月1日 - 7月19日、8月21 - 8月31日 : 8:00 - 17:30
- 7月20日 - 8月20日 : 8:00 - 18:00

## 車輛
現時的車輛之車身在1975年由Arna工機製造。車身長7.95米，在日本國內以鐵道事業法營運的纜索鐵路之客運車輛中，此路線的車輛是最短的。

## 歷史
- 1924年（大正13年）6月21日 丹後自動車得到鐵道許可狀[2]。
- 1925年（大正14年）12月5日 成相電氣鐵道成立[3]。
- 1926年（大正15年）5月5日 丹後自動車的鐵道敷設權轉讓給成相電氣鐵道得到許可[4]。
- 1927年（昭和2年）8月13日 成相電氣鐵道府中至傘松之間開通[5]。
- 1927年（昭和2年）12月22日 公司改名為天橋立鋼索鐵道[6]。
- 1929年（昭和4年）8月5日 巴士服務開始行走（笠松至成相寺之間）[7]
- 1944年（昭和19年）2月11日 路線成為不要不急線而廢除[8][9]。
- 1944年（昭和19年）5月31日 天橋立鋼索鐵道會社解散[10]
- 1950年（昭和25年）5月18日 丹後海陸鐵道府中至傘松之間獲得地方鐵道許可[11]。
- 1951年（昭和26年）8月12日 丹後海陸交通府中至傘松之間再次開業[11]。

## 車站列表
府中站 - 傘松站
府中站內的斜度為78‰，由於坡度比箱根登山鐵道的最陡段（80‰）更小，因此月台沒有階梯而是傾斜面。

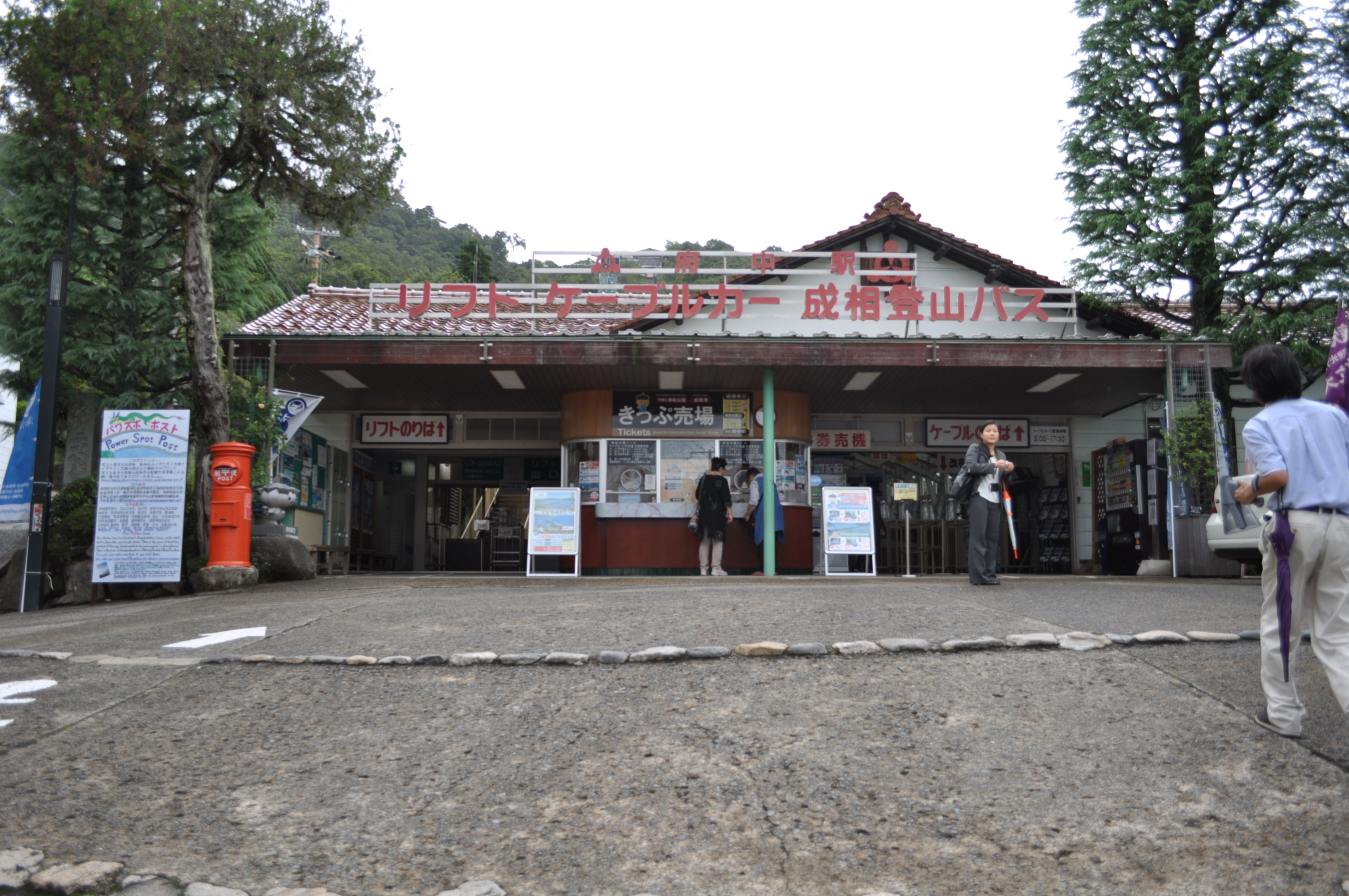
府中站（2015年9月10日）
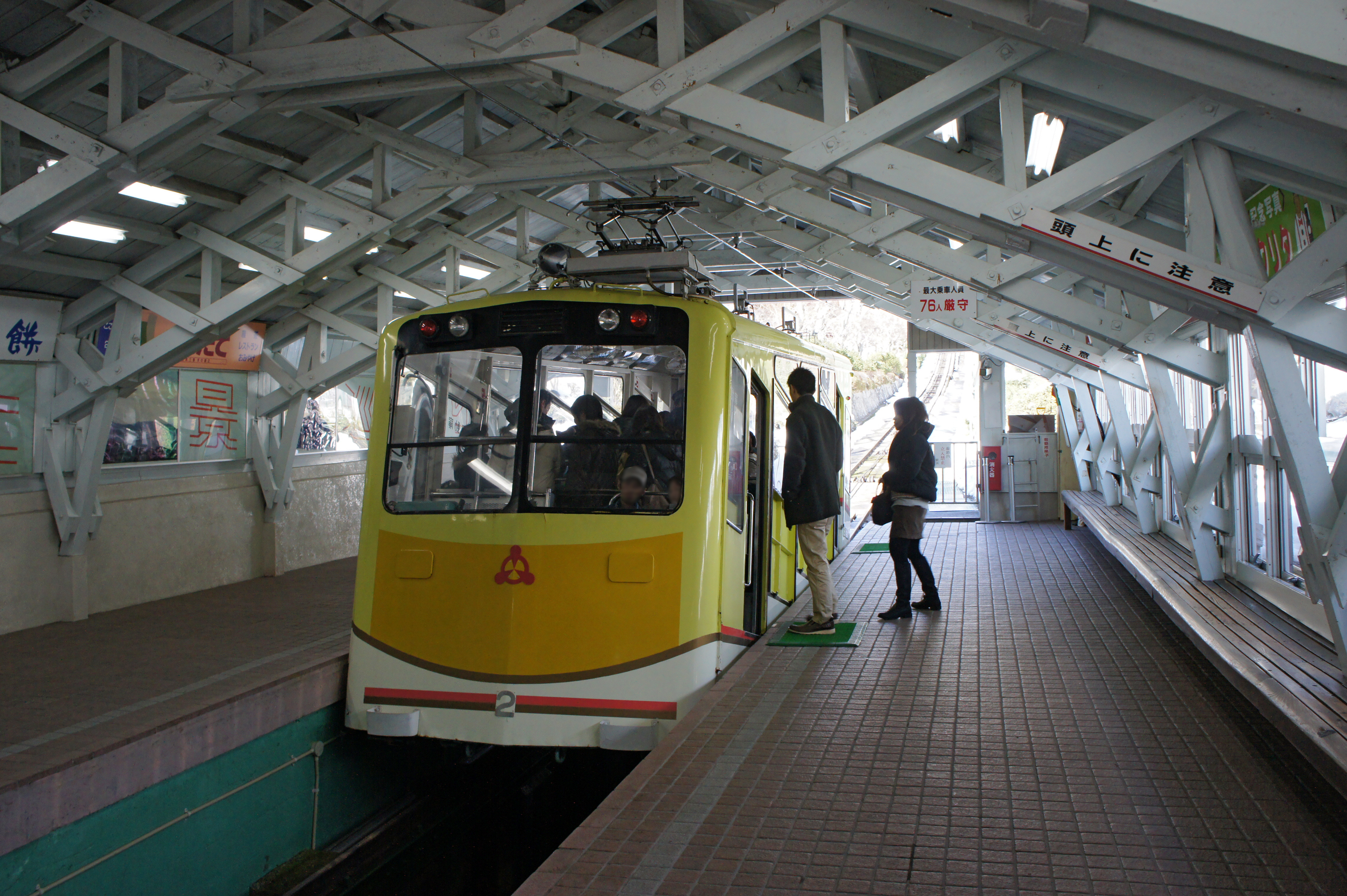
府中站
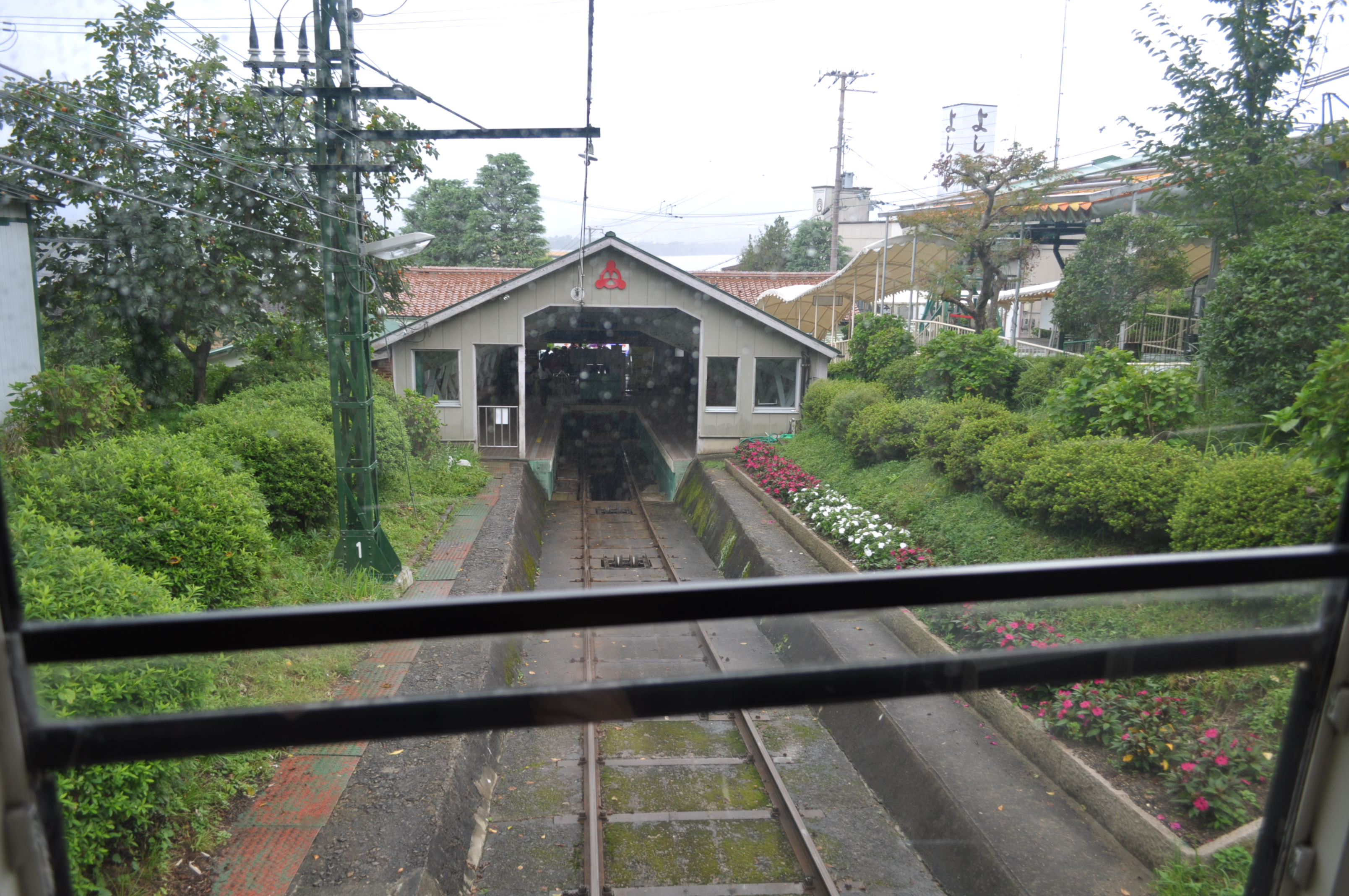
望向府中站（2015年9月10日）
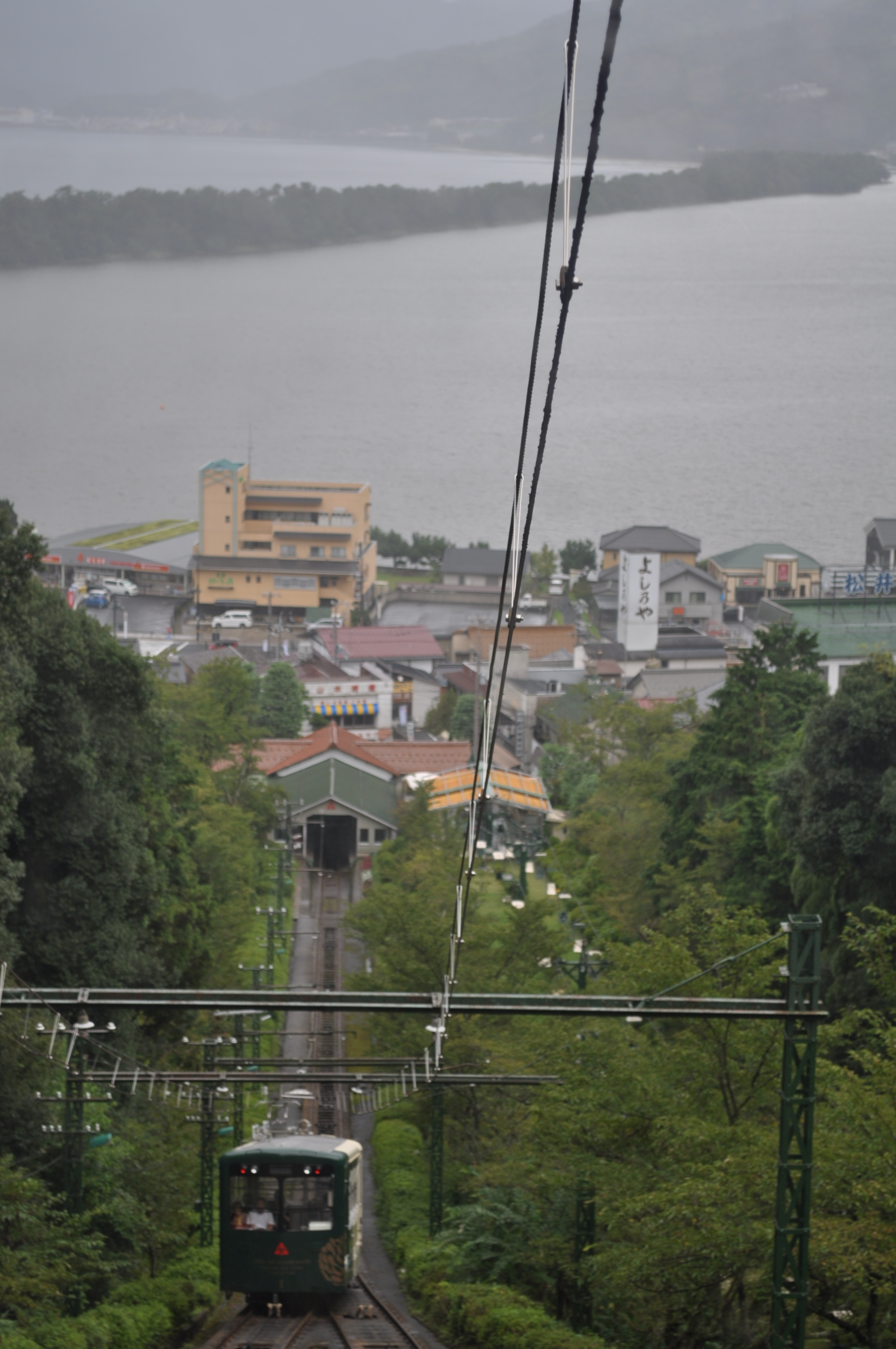
在中間處望向天橋立（2015年9月10日）
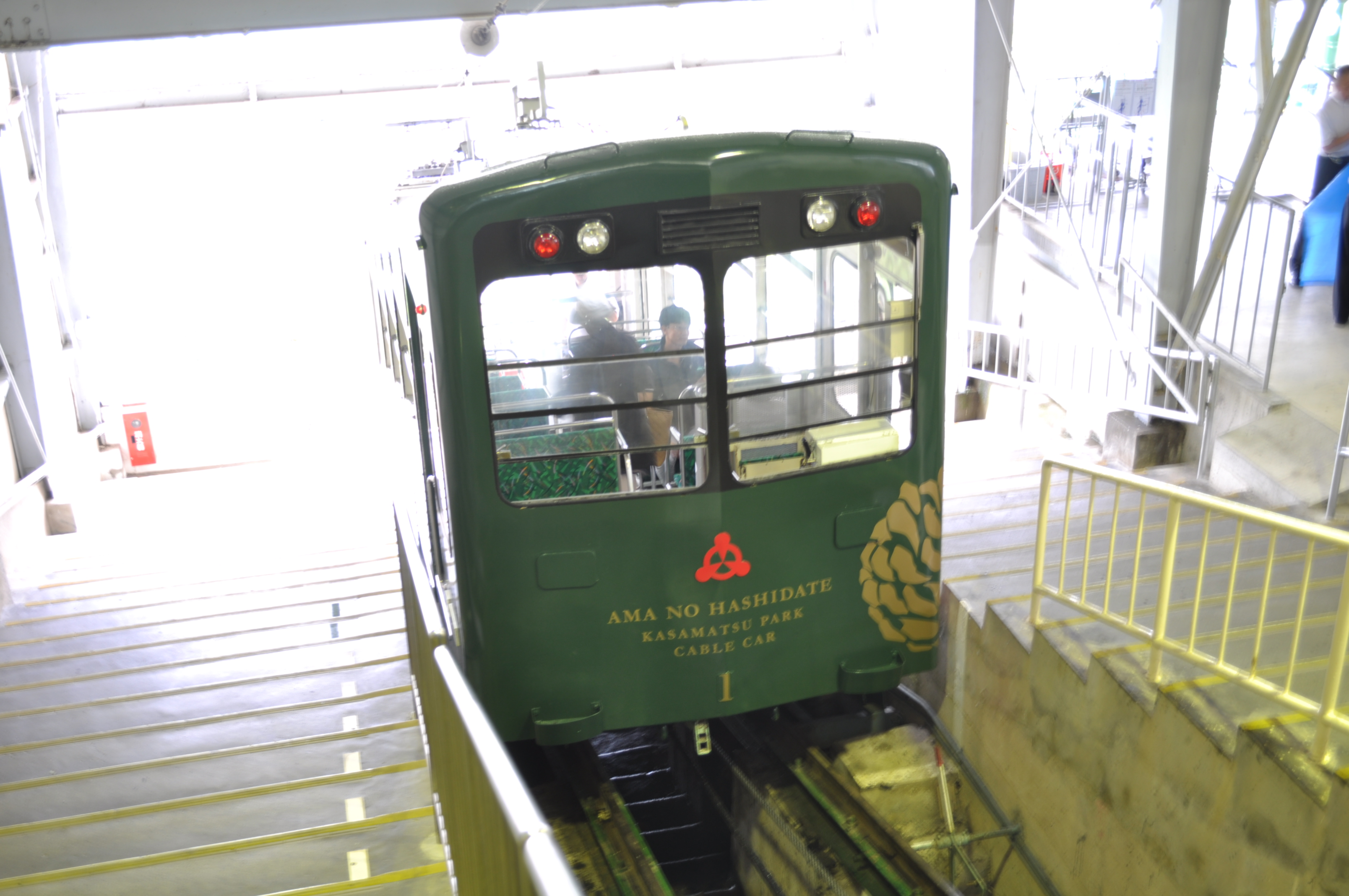
在傘松站的纜車（2015年9月10日）
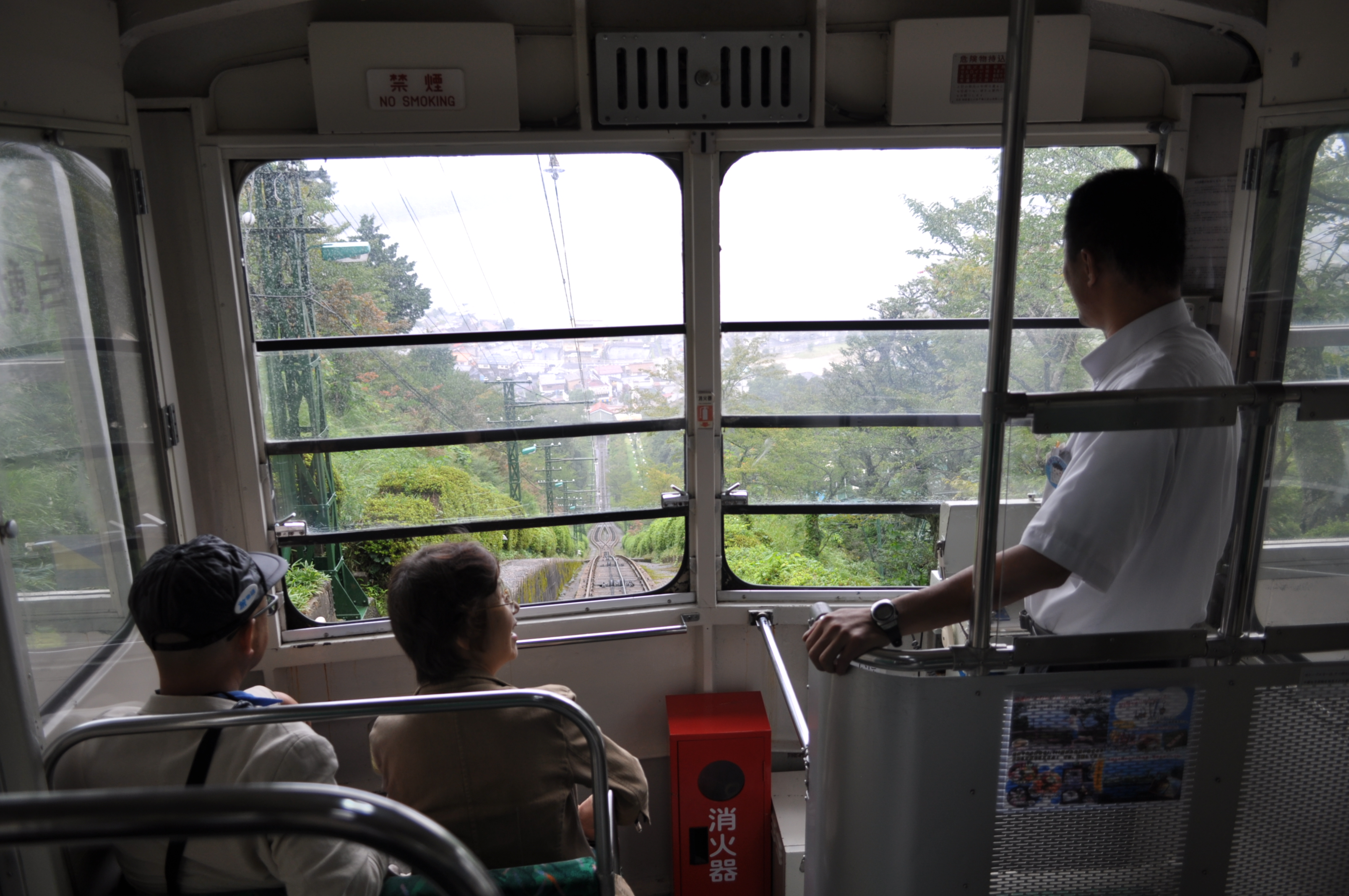
纜車的前方席位（2015年9月10日）
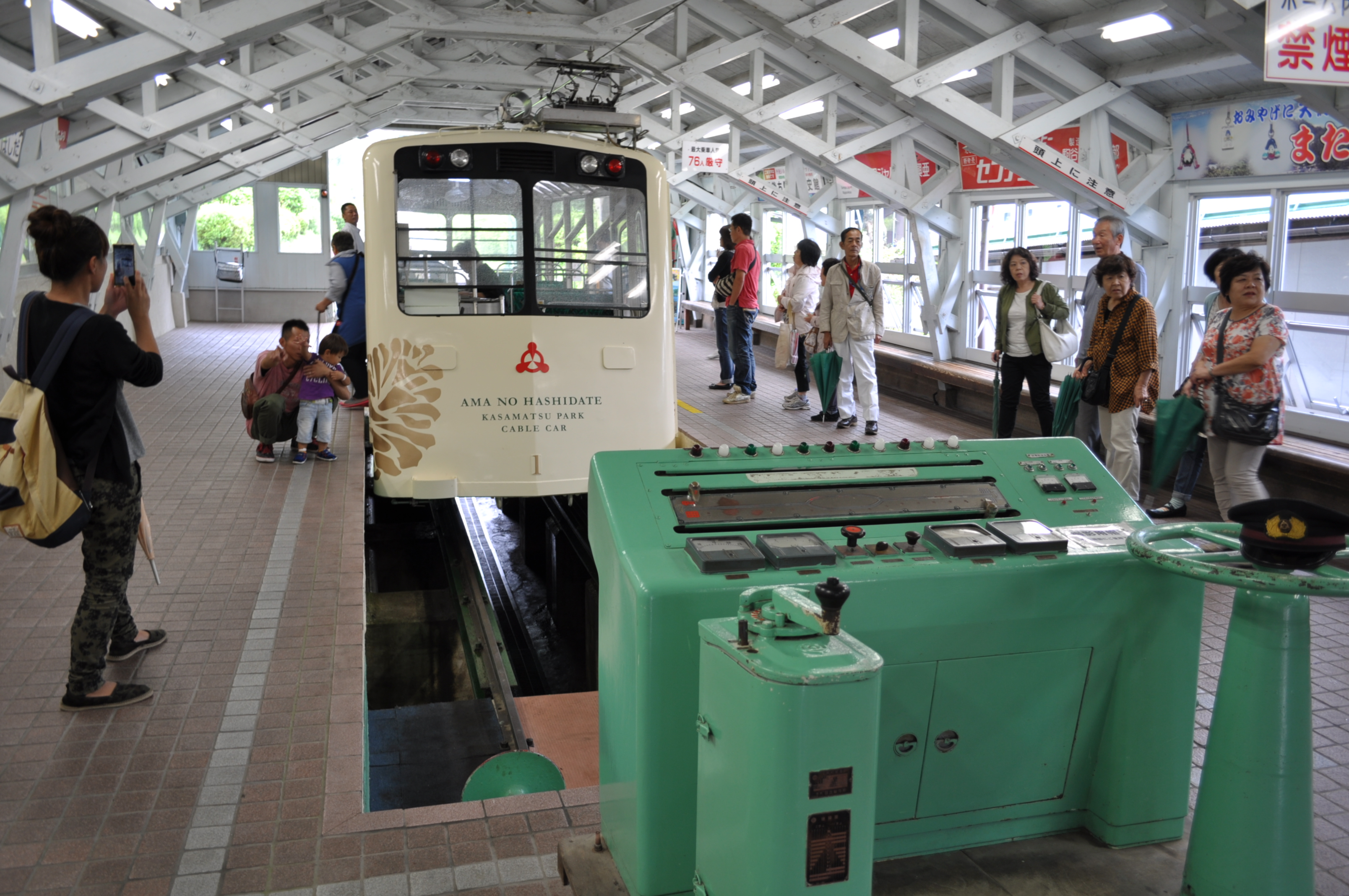
在府中站的纜車（2015年9月10日）
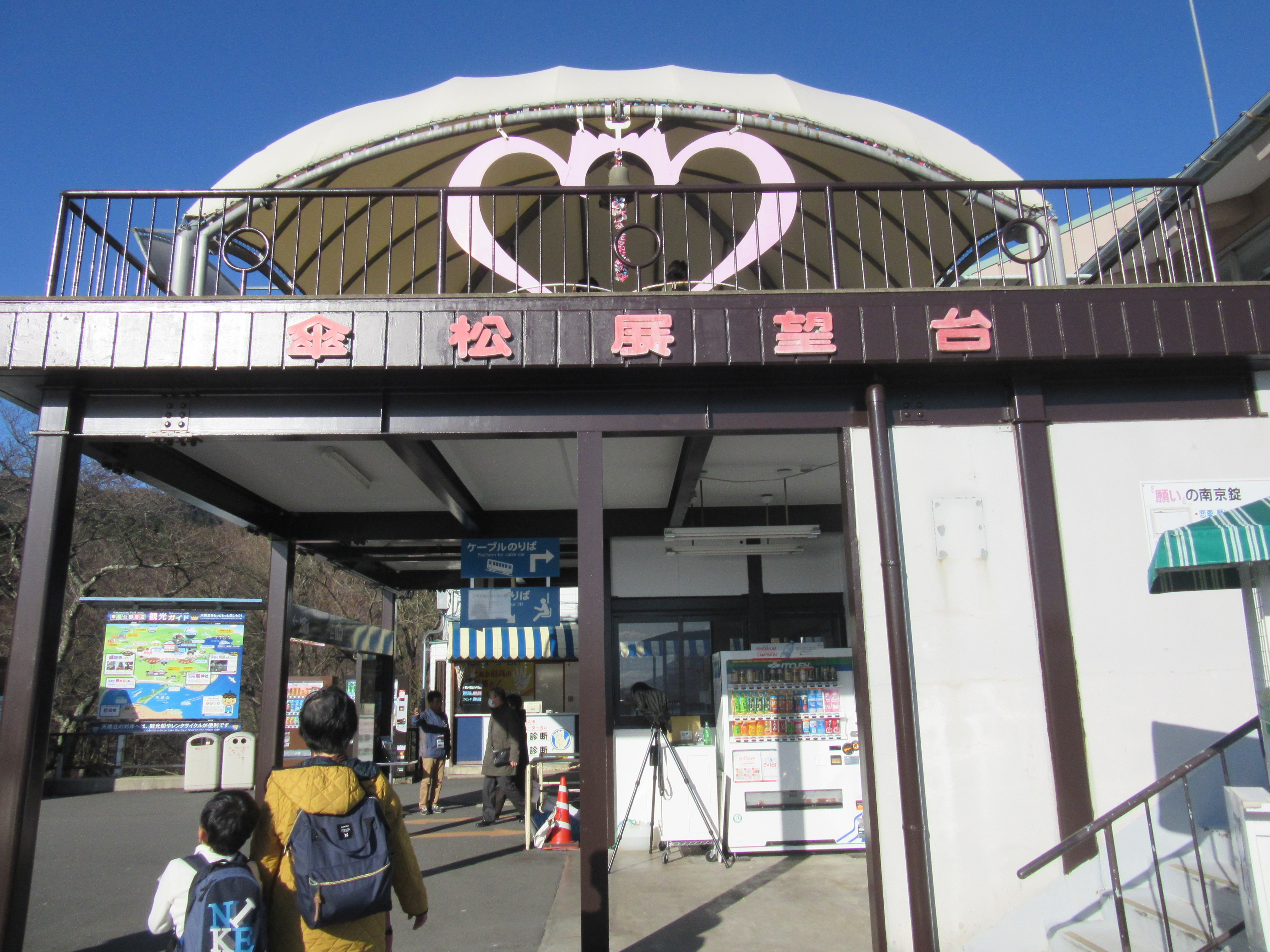
笠松站（2016年12月25日）

## 接續路線
- 府中站：京都丹後鐵道宮豐線的天橋立站轉乘丹後海陸交通巴士或觀光船前往此站。或者經天橋立步行至此站。

## 注腳
1. ↑  電鐵協會《知られざる鉄道》JTB，1997年，p.109.
2. ↑  「鉄道免許状下付」《官報》1924年6月25日（國立國會圖書館數碼化收藏）
3. ↑  《地方鉄道及軌道一覧 : 附・専用鉄道. 昭和10年4月1日現在》（國立國會圖書館數碼化收藏）
4. ↑  「鉄道譲渡」《官報》1926年5月6日（國立國會圖書館數碼化收藏）
5. ↑  「地方鉄道運輸開始」《官報》1927年8月23日（國立國會圖書館數碼化收藏）
6. ↑  《鉄道統計資料. 昭和2年》（國立國會圖書館數碼化收藏）
7. ↑  《全国乗合自動車総覧》（國立國會圖書館數碼化收藏）
8. ↑  「戦局ノ推移ニ伴イ政府ニ於テハ地方鉄道、軌道及索道ノ整備状況計画ヲ樹立シ之ヲ実施スル為当社経営ニ係ル鋼索鉄道ノ施設ヲ回収セラレルコトニ決定シタル旨通牒アリタルニ付国家ノ要請ニ應ヘ戦力増強ニ資センガタメ為営業ヲ廃止セントス」（廢除理由書《天橋立鋼索鉄道・自昭和十一年至昭和二十年総局業務局》70頁）國立公文書館可以在數碼檔案中查看圖像
9. ↑  「鉄道運輸営業廃止」《官報》1944年3月31日（國立國會圖書館數碼化收藏）
10. ↑  在政府指導下把公司解散（「会社解散に関し証明の件」《天橋立鋼索鉄道・自昭和十一年至昭和二十年総局業務局》107頁）
11. 1 2  國土交通省鐵道局監修《鉄道要覧》平成十八年度，電氣車研究會、鐵道圖書刊行會

## 外部連結
- 丹後海陸交通官方網站 （页面存档备份，存于）（日語）